# Англо-Німецькі перегони морських озброєнь
Перегони озброєнь між Великою Британією та Німеччиною, які тривали з останнього десятиліття дев'ятнадцятого століття до початку Першої світової війни в 1914 році, були однією з пов'язаних між собою причин цього конфлікту. Незважаючи на те, що перегони озброєнь базувалася на двосторонніх відносинах, які погіршувалися протягом багатьох десятиліть, вони почалася з плану німецького адмірала Альфреда фон Тірпіца в 1897 році створити флот, який би змусив Велику Британію йти на дипломатичні поступки. Тірпіц не сподівався, що Німецький імперський флот переможе Королівський флот.
За підтримки кайзера Вільгельма II Тірпіц почав просувати низку законів для будівництва все більшої кількості великих військових кораблів. Будівництво «Дредноута» 1906 року спонукало Тірпіца до подальшого збільшення темпів будівництва військово-морських сил. У той час як деякі британські спостерігачі були стурбовані експансією німецького флоту, тривога не була поширена у ширших колах, аж до військово-морського законопроекту Німеччини 1908 року. Британська громадськість і політична опозиція вимагали від ліберального уряду відповіді на виклик, кинутий Німеччиною, що призвело до фінансування будівництва додаткових дредноутів у 1910 році та ескалації перегонів озброєнь.
Утримання найбільшої в Європі армії та другого за величиною флоту створювало величезні проблеми для фінансів Німеччини. Теобальд фон Бетманн Гольвег, канцлер Німеччини з 1909 року, став провадити політику розрядки у відносинах з Великою Британією, щоб полегшити фінансову напругу та зосередитися на суперництві з Францією. Під час каденції  Бетмана Голльвега, особливо з 1912 року, Німеччина відмовилася від перегонів озброєнь дредноутів і зосередилася на стратегії крейсерської війни на морських комунікаціях, яка здійснювалася за допомогою підводних човнів.
Один з іронічних наслідків перегонів озброєнь і подальшого перебігу конфлікту полягав в тому, що хоча німецький флот брав участь лише в одній великій надводній битві - Ютландській, яка не стала вирішальною, і ніколи серйозно не загрожував британській морській перевазі, стратегія крейсерської війни, на якій була історично базована Німецька військово-морська доктрина постійно загрожувала британському торговому судноплавству та імпорту протягом всієї війни. Успіх німецької підводної війни під час Першої світової війни мав великий вплив на німецьку військово-морську політику напередодні Другої світової війни, причому використання як підводних човнів, так і швидких, добре броньованих лінійних крейсерів для атак на торгові маршрути було основним завданням Крігсмаріне.